# Walter Engwitz
Walter Engwitz, nemški general in vojaški veterinar, * 2. januar 1891, † 18. februar 1970.